# Ruby Rose
Ruby Rose Langenheim oftewel Ruby Rose (Melbourne, 20 maart 1986) is een Australisch model, actrice, presentatrice en vj.
Langenheim werd bekend in de media door MTV Australia, waar ze presentatrice was, gevolgd door een modellenloopbaan, onder andere voor Maybelline. Ze presenteerde onder meer de programma's Australia's Next Top Model en The Project. Ze werd internationaal bekend door de rol van "Stella" in de Netflix-serie Orange Is the New Black.

## Biografie
Langenheim werd geboren in Melbourne als dochter van Katia Langenheim, een 20-jarige alleenstaande moeder en artiest, die ze beschrijft als een van haar rolmodellen. Als kind reisde ze veel; ze woonde in Victoria, Tasmanië en in Surfers Paradise voordat ze naar Melbourne verhuisde. Als tiener ging ze naar de University High School en daarna naar het Footscray City College. Ruby's peetvader is de bokser Lionel Rose en haar overgrootvader is Alec Campbell, een veteraan van de slag om Gallipoli.

## Carrière

### Model
In 2002 deed Langenheim mee aan een zoektocht naar modellen voor het Australische blad Girlfriend, waarin ze als tweede eindigde na Catherine McNeil. In 2010 werkte ze samen met het Australische merk Milk and Honey om een modelijn te ontwerpen. De collectie, genaamd Milk and Honey by Ruby Rose, omvatte jeans, leren vesten en T-shirts met unieke ontwerpen. Ook heeft ze samengewerkt met het merk Gallaz.

### Vj en televisie
Langenheim deed mee aan een wedstrijd voor een baan bij MTV Australië als videojockey. Als onderdeel van de competitie moest ze honderd biershots in evenzoveel minuten leegdrinken (waarbij ze het opnam tegen Bam Margera) en willekeurige voorbijgangers in een drukke straat in Sidney kussen. Ze vond haar baan als vj leuker dan haar modellenwerk, zoals ze zegt in een interview met de Australische pers: Als model is er altijd iets dat ze willen veranderen. Of ze je nu een beetje dunner, een beetje langer of een beetje mooier willen, maar bij MTV willen ze juist om jezelf te zijn... ze censureren niets en ze veranderen je ook niet.
In 2009 won Langenheim de ASTRA Award voor favoriete vrouwelijke persoonlijkheid. Ook reisde ze af naar Kenia om te laten zien wat voor werk Global Vision International doet. Ze was gastjurylid in de aflevering Media Virgins van Australia's Next Top Model en werd correspondent voor het programma in de finale. In 2015 presenteerde Langenheim samen met Ed Sheeran de MTV Europe Music Awards in Milaan.

## Filmografie

### Films
| Jaar | Titel                            | Rol         | Bijzonderheden |
| ---- | -------------------------------- | ----------- | -------------- |
| 2013 | Around the Block                 | Hannah      |                |
| 2014 | Break Free                       | zichzelf    | Korte film     |
| 2016 | Sheep and Wolves                 | Bianca      | Stemacteur     |
| 2016 | Resident Evil: The Final Chapter | Abigail     |                |
| 2017 | xXx: Return of Xander Cage       | Adele Wolff |                |
| 2017 | John Wick: Chapter 2             | Ares        |                |
| 2017 | Pitch Perfect 3                  | Calamity    |                |
| 2018 | The Meg                          | Jaxx Herd   |                |
| 2021 | Vanquish                         | Victoria    |                |
| 2021 | SAS: Red Notice                  | Grace Lewis |                |

### Televisie
| Jaar      | Titel                         | Rol                  | Bijzonderheden                 |
| --------- | ----------------------------- | -------------------- | ------------------------------ |
| 2007–2011 | MTV Australië                 | zichzelf             | MTV-vj                         |
| 2008      | Good News Week                | zichzelf             | Gast                           |
| 2009      | Talkin' 'Bout Your Generation | zichzelf             | Gast                           |
| 2009–2010 | 20 to 1                       | zichzelf             | Dubbel-ep                      |
| 2009      | Rove                          | zichzelf             | Gast                           |
| 2009      | Australia's Next Top Model    | zichzelf             | Gastjurylid, medepresentator   |
| 2009      | MTV Australia Awards          | zichzelf             | Presentator (rode loper)       |
| 2009–2011 | The Project                   | zichzelf             | Medepresentator                |
| 2010      | Ultimate School Musical       | zichzelf             | Presentator                    |
| 2010      | 52nd Logies Awards            | zichzelf             | Presentator (rode loper)       |
| 2010      | Vancouver Winter Olympics     | zichzelf             | Presentator (Foxtel)           |
| 2013      | Mr & Mrs Murder               | zichzelf             | Gast: seizoen 1, aflevering 1  |
| 2015      | Dark Matter                   | Wendy                | Gast: seizoen 1, aflevering 7  |
| 2015–2016 | Orange Is the New Black       | Stella Carlin        | Terugkerende rol, seizoen 3-4  |
| 2015      | Conan                         | zichzelf             | Gast                           |
| 2015      | MTV Europe Music Awards       | zichzelf             | Medepresentator                |
| 2017      | The Ellen DeGeneres Show      | zichzelf             | Gast                           |
| 2017      | Jimmy Kimmel Live!            | zichzelf             | Gast                           |
| 2017      | Lip Sync Battle               | zichzelf             | Deelnemer                      |
| 2017      | Late Night with Seth Meyers   | zichzelf             | Gast                           |
| 2018      | The Flash                     | Kate Kane / Batwoman | Aflevering: Elseworlds, Deel 1 |
| 2018      | Arrow                         | Kate Kane / Batwoman | Aflevering: Elseworlds, Deel 2 |
| 2018      | Supergirl                     | Kate Kane / Batwoman | Aflevering: Elseworlds, Deel 3 |
| 2019-2020 | Batwoman                      | Kate Kane / Batwoman |                                |